# Srce tame: Uloga Vlade Crne Gore u ratnoj 1991. godini
Srce tame : Uloga Vlade Crne Gore u ratnoj 1991. godini je knjiga crnogorskoga novinara Vladimira Jovanovića, tiskana koncem 2011. u nakladi dnevnog lista Vijesti iz Podgorice.

### Opis
Knjiga je rezultat novinarskog istraživanja temeljenog na više desetina povjerljivih depeša koje su cirkulirale unutar šifriranog sustava veze Ministarstva narodne obrane Vlade SR Crne Gore 1991. godine a koje su trebale biti uništene. Depeše su integralno objavljene u knjizi.
Iz tih se depeša, sa zaglavljima strogo povjerljivo i vojna tajna, kako objašnjava autor knjige Srce tame, doznaje da uloga Vlade premijera Mila Đukanovića u napadu na Dubrovnik nije samo bila u funkciji ratne propagande, no i logistička, posebno u regrutiranju crnogorskih rezervista koji su bili najmasovniji ešalon Jugoslavenske narodne armije u toj operaciji.
Vlada premijera Đukanovića je k tome cilju izradila početkom srpnja 1991. Operativni plan mjera na jačanju sustava općenarodne obrane u kojem se mobilizacija proglašava državnim prioritetom.
Autor objavljuje dokaze i da je Vlada Crne Gore tijekom listopada 1991. također organizirala dragovoljačke grupe koje su bili angažirane u agresiji na Hrvatsku.
U knjizi se objavljuju i druga dosad nepoznata ili malo poznata fakta o tkz. dubrovačkoj operaciji JNA i Crne Gore. Opisan je cjelokupni ustroj ratne mašinerije koja je iz Crne Gore rane jeseni 1991. pokrenuta na Dubrovnik i okolicu.

### Citati
(Citati iz knjige u originalu, na crnogorskom jeziku)
"Vlada Crne Gore, kao nosilac funkcija republičke izvršne vlasti, bila je de facto zadužena da crnogorskog građanina, civila sa vojnom obavezom, 1991. milom ili silom dovede u garnizon ili jedinicu JNA gdje je dobijao uniformu i pušku" (str. 11).
"Vlada je, uoči tzv. rata za mir, formirala i posebnu 'komisiju', sastavljenu od njenog potpredsjednika i ministara, za saradnju i koordinaciju s JNA. U svojoj strukturi Vlada Crne Gore je ratne 1991. imala stalno zaposlene aktivne starješine, oficire JNA, koje je plaćala 20 odsto više od ostalih državnih službenika. Vlada je, takođe, kroz budžet, 'sredstvima za posebne namjene', kupovala naoružanje i vojnu opremu i plaćala troškove logorovanja i obuke za crnogorske rezerviste... a kroz preduzeća zaduživala direktore i menadžmente da se direktno postaraju i nadziru da se zaposleni, koji su dobili poziv za rezervu, jave u svoju ratnu jedinicu, itd.
Ukratko, Vlada Crne Gore je bila najpouzdaniji regrutni i logistički servis JNA na čitavom prostoru SFRJ. Približno je oko 36.000 crnogorskih građana stavila u funkciju pohoda koji je u okončan kao tragična farsa". (str. 12-13).

### Recenzija
Hrvatski novinar iz Dubrovnika Luko Brailo je 2013. o knjizi Srce tame... zapisao: